# أحمد المالكي (لاعب كرة قدم مواليد 1991)
أحمد المالكي لاعب كرة قدم سعودي محترف ، يلعب في مركز الوسط .
```
أعاره 
القادسية
 إلى 
نادي الفيحاء
 لمدة سنة و عاد إلى القادسية و اعاره القادسية مرة أخرى إلى النهضة .
```

لعب لنادي الاتفاق السعودي لاعب هاوي وتدرج في الفئات السنية ناشئين وشباب وأولمبي وكان الكابتن آنذاك وكان يحمل الرقم 17 ثم انتقل إلى نادي القادسية السعودي كلاعب محترف .